# Abbaye de Nový Dvůr
L'abbaye de Nový Dvůr (nom complet: Monastère de la Mère de Dieu Nový Dvůr ; tchèque : Klášter Matky Boží Nový Dvůr) est une abbaye cistercienne de l'ordre trappiste en Tchéquie. Elle est située dans la région historique des Sudètes, administrativement dans la commune de Toužim, région de Karlovy Vary, non loin de l'abbaye de Teplá. Elle ressort du diocèse de Plzeň (de).

## Histoire

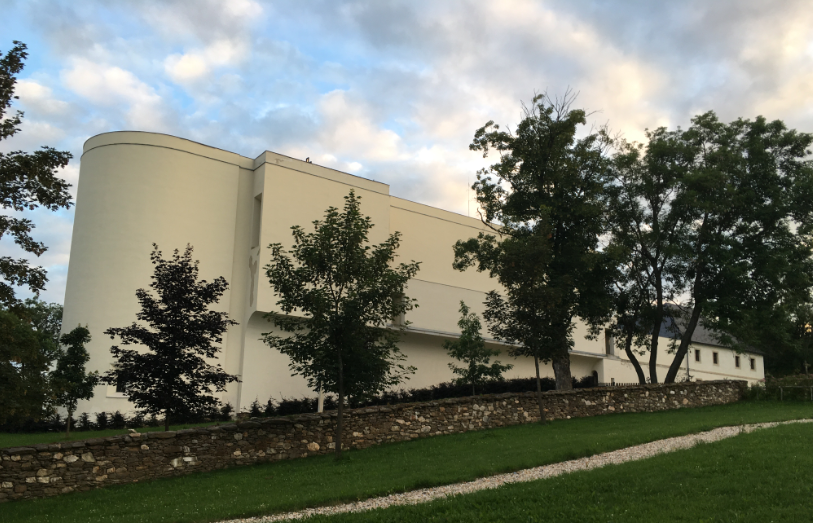
L'église abbatiale.

L'abbaye de Nový Dvůr, fille de l'abbaye de Sept-Fons,  est fondée 2002 dans un ancien manoir baroque (Nový Dvůr signifie littéralement « Cour-Neuve »), oeuvre de l'architecte Kilian Ignace Dientzenhofer. Les bâtiments anciens sont restaurés et augmentés par l'architecte britannique John Pawson (en). L'église abbatiale est consacrée le 2 septembre 2004 sous la dédicace de Notre-Dame, en présence du cardinal Vlk et du cardinal Barbarin. Le monastère est érigé en abbaye le 8 décembre 2011.
Depuis 2009, la communauté compte une trentaine de moines, qui se consacrent à la prière et à la fabrication de cosmétiques et de moutarde biologique.